# Українська книгарня в Катеринодарі
Українська книгарня в Катеринодарі — книгарня журналу «Літературно-науковий вісник» Наукового товариства імені Шевченка. Відкрита в числі інших українських книгарень НТШ, що постали в Харкові, а згодом — в Катеринославі, Катеринодарі, Полтаві в проміжку 1910—1913 років. Книгарні відкриті за ініціативи і при безпосередній участі М. С. Грушевського та Ю. П. Тищенка. Роботі книгарні сприяли українці Кубані. Перший завідувач магазином «Украïнська книгарня» — Віталій Товстоніс.
Украïнська книгарня в Катеринодарі була офіційно відкрита в лютому 1913 року. Крамниця розташовувалася в центрі Катеринодара в триповерховій будівлі на вулиці Катерининській, будинок 34 (кут Катерининської і Бурсаківської) на першому поверсі. За даними В. К. Чумаченка Українська книгарня в Катеринодарі проіснувала до кінця 1932 р.